# Jonathas
Jonathas de Jesus (ur. 6 marca 1989 w Betim) – brazylijski napastnik występujący w niemieckim klubie Hannover 96. Ma na swoim koncie występy w reprezentacji U-19 Brazylii z dorobkiem trzech goli w trzech meczach.